# Vivo: El concierto
Vivo: El Concierto es el quinto álbum del artista Redimi2. Es el primer disco en vivo del intérprete dominicano, grabado en Santo Domingo, República Dominicana, en el Velódromo parte de las instalaciones del Centro Olímpico Juan Pablo Duarte a inicios de diciembre de 2007 en un concierto que contó con la participación de Alex Zurdo, J.G., su hermano y Daliza Cont, su esposa.
Este trabajo cuenta con la colaboración de grandes figuras de la música cristiana, como J Cantoral, Marcos Yaroide, Egleyda Belliard, entre otros. Incluyó 6 nuevos temas, donde "Soy libre" junto a Israel Kelly, fue el material de promoción del álbum.
El álbum fue nominado en los Premios Arpa 2009 como "Mejor álbum urbano".

## Promoción
El concierto grabado para este álbum fue anunciado en el Día Nacional del Género, donde Redimi2 fue el único exponente cristiano a presentarse en dicho evento, y se recopiló un vídeo con varios artistas promocionando y anunciando dicho concierto como Héctor el Father, Julio Voltio, Ivy Queen, Divino, Arcángel, Luny Tunes, entre otros.

## Lista de canciones
| N.º | Título                                                  | Escritor(es)                        | Duración |  |
| 1.  | «La Calle No Deja Na`Bueno (En Vivo)»                   | Willy González                      | 5:00     |  |
| 2.  | «Sangre (En Vivo)»                                      | Willy González                      | 3:55     |  |
| 3.  | «Yo No Canto Basura (En Vivo)»                          | Willy González                      | 5:04     |  |
| 4.  | «De Tal Manera (En Vivo)» (feat. Egleyda Belliard)      | Willy González                      | 4:44     |  |
| 5.  | «Toy Quitao (En Vivo)» (feat. J. Cantoral)              | Willy González · Jhoan Cantoral     | 3:54     |  |
| 6.  | «Todo Se Lo Debo A El (En Vivo)» (feat. Marcos Yaroide) | Marcos Yaroide                      | 4:15     |  |
| 7.  | «Que Me Viste (En Vivo)» (feat. Marcos Yaroide)         | Willy González                      | 4:34     |  |
| 8.  | «Buenas Noticias y Que Futuro Tendrá (En Vivo)»         | Willy González                      | 3:52     |  |
| 9.  | «Ya No Te Quiero (En Vivo)» (feat. J. Cantoral)         | Willy González · Jhoan Cantoral     | 5:18     |  |
| 10. | «Serenata de Amor (En Vivo)» (feat. Helton DJ)          | Willy González                      | 4:18     |  |
| 11. | «Declaro (En Vivo)»                                     | Willy González · Emmanuel Rodríguez | 5:12     |  |
| 12. | «Soy Libre» (feat. Israel Kelly)                        | Willy González                      | 4:19     |  |
| 13. | «Fenomenal»                                             | Willy González                      | 2:54     |  |
| 14. | «El Rey»                                                | Willy González                      | 4:12     |  |
| 15. | «Estamos de Fiesta»                                     | Willy González                      | 3:20     |  |
| 16. | «Transformers» (feat. Manny Montes)                     | Willy González · Emmanuel Rodríguez | 4:22     |  |
| 17. | «Sigo Caminando»                                        | Willy González                      | 4:31     |  |

## VideoClips
1. «Sangre (En Vivo)»
2. «De Tal Manera (En Vivo) feat. Egleyda Belliard»
3. «Todo Se Lo Debo A Él - Que Me Viste (En Vivo) feat. Marcos Yaroide»
4. «Buenas Noticias - Y Que Futuro Tendrá (En Vivo)»
5. «Soy Libre» (Israel Kelly no participa en el video)